# فرانتس یوزف اشتاینینگر
فرانتس یوزف اشتاینینگر (انگلیسی: Franz-Josef Steininger؛ زادهٔ ۹ ژوئیهٔ ۱۹۶۰) بازیکن فوتبال اهل آلمان است.
از باشگاه‌هایی که در آن بازی کرده‌است می‌توان به باشگاه فوتبال زاربروکن و باشگاه فوتبال دویسبورگ اشاره کرد.